# 臺中市和平區白冷國民小學
24°11′00″N 120°55′50″E / 24.18321°N 120.930439°E
臺中市和平區白冷國民小學，簡稱白冷國小，是一所位在臺灣臺中市和平區的國民小學，1953年自和平國小獨立設校，現任校長為張玲娟。

## 歷史
- 1949年，臺中縣和平國民學校（今臺中市和平區和平國民小學）在臺灣光復後學生人數遽增，因而設立臺中縣和平國民學校白冷分校（僅1間教室）。[2]
- 1951年10月，興建四間竹瓦板壁教室及一間辦公室（約現在教師宿舍與幼稚園間處），當時校地面積180坪。
- 1953年，大甲溪發電廠天輪分廠動工後帶動人口成長，4月10日白冷分校獨立設校為臺中縣白冷國民學校[2]，9月增班至四班（學生170餘人）。
- 1958年7月，和平鄉公所補助興建一、二年級教室，9月增班至六班。
- 1961年，增建三、四年級教室（學生數達301人）。隔年在增建五、六年級教室與增編工友一名。
- 1963年9月12日，葛樂禮颱風造成周邊東卯及白冷四十餘戶均為洪水沖失與校舍重創，災後受創災戶遷移至學校上方，為現在的白冷社區。
- 1970年9月6日，芙安颱風再度重創校園。
- 1981年4月，增建廚房，隔年開辦營養午餐。
- 1982年6月，成立兒童國劇團（1987年1月解散）。
- 1992年，陸續重建、興建校舍、司令台及操場（原一至四年級教室、圖書室、電腦音樂教室、辦公室及校長室）。
- 2002年，運動場整建完工。[2]
- 2004年7月2日，敏督利颱風的七二水災造成一旁東卯溪暴漲，最終將校舍沖毀，次年開始重建。
- 2008年，校舍重建工程完工落成，並試辦國民幼兒教育附設幼稚園一班，[2]今有學生32人。[1]

## 歷任校長
1. 李瑞：1957年－1990年
2. 康進來：1990年－1992年
3. 江鴻鈞
4. 張國政
5. 翁春派
6. 林伶惠：2001年－2008年（泰雅族人）
7. 江美麗：和平國小校長兼任
8. 段立國：2010年－2016年
9. 林伶惠：2016年－現任（回任）[4]

## 外部連結
- 臺中市政府教育局全球資訊網 - 學校資料 - 白冷國民小學詳細資料 （页面存档备份，存于）
- 臺中市和平區白冷國民小學